# IC 763
IC 763 ist eine linsenförmige Galaxie vom Hubble-Typ S0? im Sternbild Coma Berenices am Nordsternhimmel. Sie ist schätzungsweise 298 Millionen Lichtjahre von der Milchstraße entfernt.
Das Objekt wurde am 13. April 1893 vom französischen Astronomen Stéphane Javelle entdeckt.